# Градево
Граде́во (болг. Градево) — село в Благоєвградській області Болгарії. Входить до складу громади Сімітлі.

## Населення
За даними перепису населення 2011 року у селі проживала 181 особа, усі — болгари.
Розподіл населення за віком у 2011 році:
Динаміка населення: